# Nick de Bruijn
Pas d'image ? Cliquez ici
Nick de Bruijn, né le 21 février 1987 à Schiedam aux Pays-Bas, est un pilote automobile néerlandais.

## Carrière
En 2015, Nick de Bruijn s'engagea avec l’écurie philippine Eurasia Motorsport afin de participer au championnat European Le Mans Series. Pour cette première saison dans ce championnat, l'écurie avait fait le choix de mettre en place un équipage à deux afin de maximiser le temps de roulage des pilotes. Nick de Bruijn a réussi à voir l'arrivée en quatre occasions sans pouvoir monter sur le podium. Il se classa en 9e position du championnat pilote.

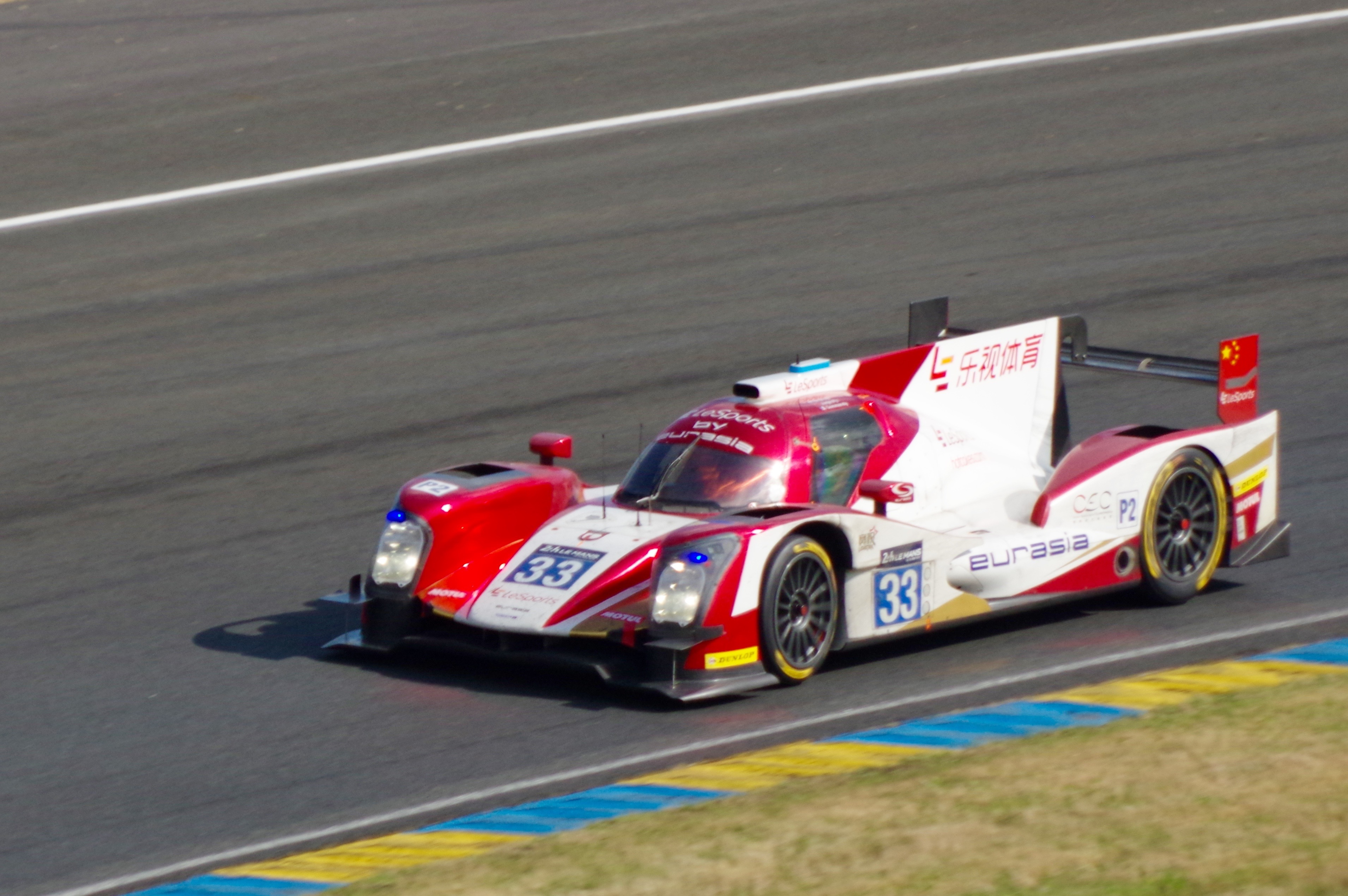
Oreca 05 de l'écurie Eurasia Motorsport aux 24 Heures du Mans

En 2016, Nick de Bruijn participa aux 3 Heures de Burinam. Il finit au pied du podium en 4e position au volant d'une Oreca 03R. À la suite de cela, il poursuivra sa collaboration avec l'écurié philippines Eurasia Motorsport dans le championnat European Le Mans Series mais cette fois ci avec une Oreca 05. Contrairement à sa première saison, l'équipage de la voiture n'a a évolué avec l'arrivée de Tristan Gommendy. Après un abandon aux 11e tours des 4 Heures de Silverstone, il progressa et grimpa sur la seconde marche du podium aux 4 Heures du Red Bull Ring, sa meilleure performance dans ce championnat  à ce jour. Pour les 4 Heures du Castellet, l'écurie avait beaucoup d'ambition, mais à la suite d'une sortie de piste durant le Bronze Test, Pu Junjin s'est blessé et laissa et laissa Nick de Bruijn et Tristan Gommendy seul pour la course. Ils finiront au pied du podium en 4e position. Il ne participa à la dernière course de la saison, pour cause d'emploi du temps trop chargé. Il se classa en 8e position du championnat pilote. Il participa également pour la première fois aux 24 Heures du Mans. Après un début de course, il s'est battu avec ses coéquipiers afin de revenir dans le match et finir 9e au classement général. Il a particulièrement apprécié les relais de nuit.
En 2017, l'activité sportive de Nick de Bruijn fut très réduite car il ne participea qu'à la journée test des 24 Heures du Mans avec l'écurie américaine Keating Motorsports aux mains d'une Riley Mk. 30.

## Palmarès

### 24 Heures du Mans
| Année | Écurie             | Coéquipiers                 | Voiture         | Classe | Tours | Pos. | Class Pos. |
| ----- | ------------------ | --------------------------- | --------------- | ------ | ----- | ---- | ---------- |
| 2016  | Eurasia Motorsport | Tristan Gommendy Pu Jun Jin | Oreca 05-Nissan | LMP2   | 348   | 9e   | 5e         |

### European Le Mans Series
| Année | Ecurie             | Châssis   | Moteur                      | Classe | 1        | 2     | 3     | 4        | 5        | 6   | Position | Points |
| ----- | ------------------ | --------- | --------------------------- | ------ | -------- | ----- | ----- | -------- | -------- | --- | -------- | ------ |
| 2015  | Eurasia Motorsport | Oreca 03R | Nissan VK50VE 5,0 l V8 Atmo | LMP2   | SIL 5    | IMO 7 | RBR 8 | LEC Abd. | EST 6    |     | 9e       | 28     |
| 2016  | Eurasia Motorsport | Oreca 05  | Nissan VK50VE 5,0 l V8 Atmo | LMP2   | SIL Abd. | IMO 5 | RBR 2 | LEC 4    | SPA Abd. | EST | 8e       | 40     |

### Asian Le Mans Series
| Année     | Ecurie             | Châssis  | Moteur                      | Classe | 1   | 2   | 3     | 4   | Position | Points |
| --------- | ------------------ | -------- | --------------------------- | ------ | --- | --- | ----- | --- | -------- | ------ |
| 2015-2016 | Eurasia Motorsport | Oreca 03 | Nissan VK45DE 4,5 l V8 Atmo | LMP2   | SHA | FUJ | THA 4 | SEP | 10e      | 12     |